# Buczkowice
Buczkowice (deutsch Butschkowitz) ist ein Dorf im Powiat Bielski der Woiwodschaft Schlesien in Polen. Es ist Sitz der gleichnamigen Landgemeinde mit 11.226 Einwohnern (Stand 31. Dezember 2020).

## Geographie

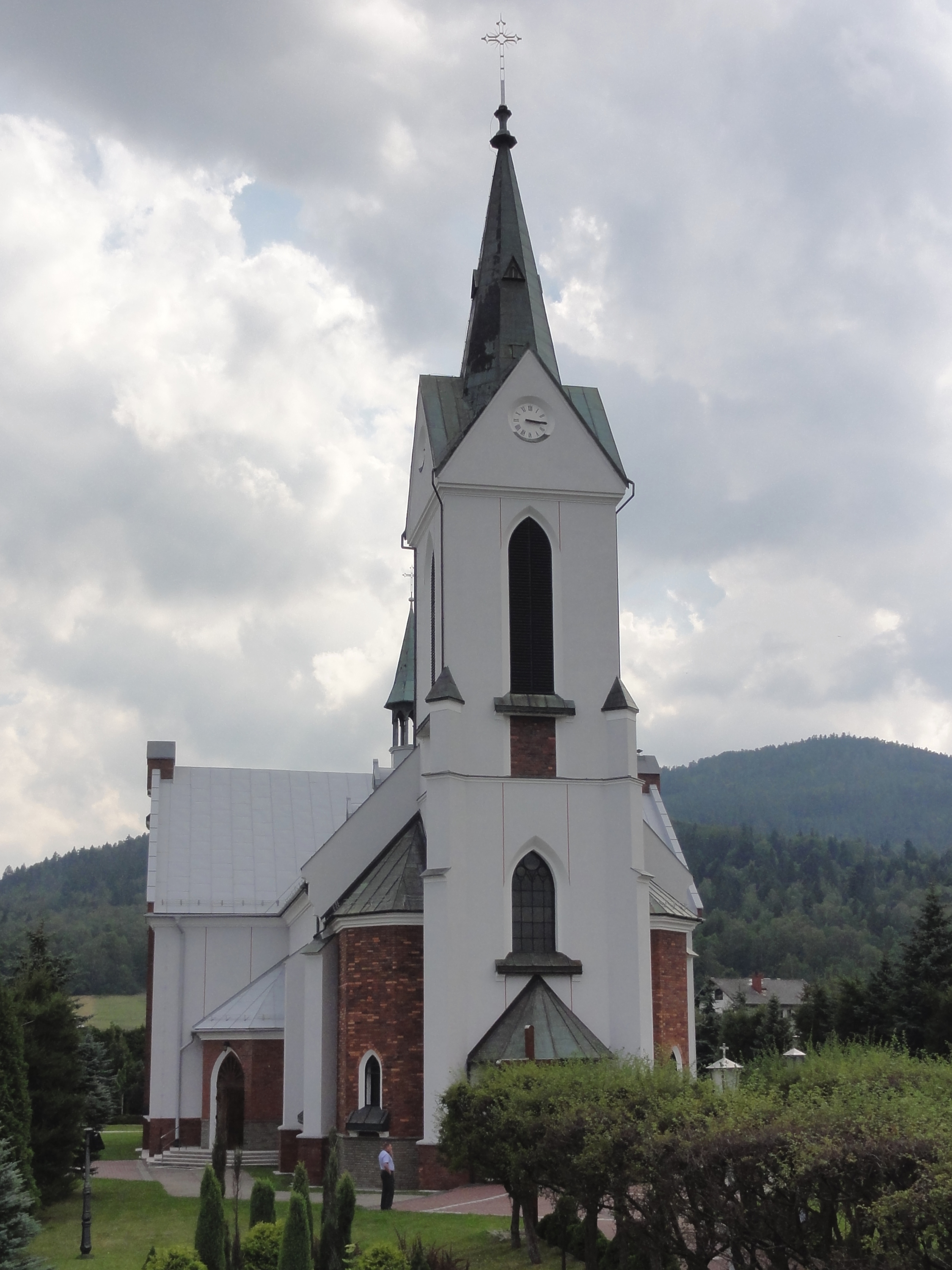
Katholische Kirche

Buczkowice liegt im Saybuscher Becken (Kotlina Żywiecka) unter den Schlesischen Beskiden (Beskid Śląski, im Westen) an der Żylica.
Das Dorf hat eine Fläche von 653 ha.
Nachbarorte sind die Stadt Szczyrk im Südwesten, Bystra und Meszna im Nordwesten und Norden, Rybarzowice im Osten, Godziszka im Süden.

## Geschichte
Buczkowice ist wahrscheinlich jünger als Rybarzowice und entstand etwa im späten 16. Jahrhundert in der Herrschaft Saybusch. Seit 1618 gehörte es zur Herrschaft Łodygowice. Im Jahre 1630 hatte das Dorf 233 Bauern.
Bei der Ersten Teilung Polens kam Buczkowice 1772 zum neuen Königreich Galizien und Lodomerien des habsburgischen Kaiserreichs (ab 1804). Nach der Aufhebung der Patrimonialherrschaften bildete es ab 1850 eine Gemeinde im Bezirk und Gerichtsbezirk Biała.
Im Jahre 1908 wurde die römisch-katholische Pfarrei errichtet.
1918, nach dem Ende des Ersten Weltkriegs und dem Zusammenbruch der k.u.k. Monarchie, kam Buczkowice zu Polen. Unterbrochen wurde dies nur durch die Besetzung Polens durch die Wehrmacht im Zweiten Weltkrieg. Es gehörte damals zum Landkreis Bielitz im Regierungsbezirk Kattowitz in der Provinz Schlesien (nach 1941 Provinz Oberschlesien).
Von 1975 bis 1998 gehörte Buczkowice zur Woiwodschaft Bielsko-Biała.

## Gemeinde
Zur Landgemeinde (gmina wiejska) Buczkowice gehören das Dorf selbst und drei weitere Dörfer mit Schulzenämtern (sołectwa).

## Persönlichkeiten
- Jan Pietraszko (1911–1988), katholischer Geistlicher, Weihbischof in Krakau
- Łukasz Kruczek (* 1975), ehemaliger Skispringer und heute Skisprungtrainer
- Bartłomiej Kłusek (* 1993), Skispringer.